# Роджер Вер
Роджер Кіт Вер (27 січня 1979 , Сан-Хосе, Каліфорнія ) — ранній інвестор в стартапи в області біткойну. Вер є одним з головних прихильників криптовалюти Bitcoin Cash, одного з форків біткойна, який націлений на вирішення таких проблем, як мала пропускна здатність крипти і висока вартість транзакцій.
Роджер Вер народився у Сан-Хосе, Каліфорнія. Після закінчення школи, Роджер відвідував De Anza College протягом року, однак потім відрахувався для того, щоб зайнятися бізнесом. У 2005 році він переїхав в Японію після відбування 10 місяців у в'язниці за нелегальний продаж вибухівки. В 2014 році Роджер отримав громадянство Сент-Кітс і Невіс та відмовився від громадянства США.